# Астис, Альфредо
Альфре́до Игна́сио Асти́с (исп. Alfredo Ignacio Astiz, род. 8 ноября 1951, Мар-дель-Плата) —  бывший капитан аргентинской армии, осуждённый за преступления во время «Грязной войны».

## Биография
Альфредо Астис широко известен убийствами 17-летней шведской школьницы Дагмар Ингрид Хагелин и других граждан европейских стран и Аргентины.
В Фолклендскую войну в звании лейтенанта командовал отрядом, участвовал в захвате Южной Георгии (Операция «Георгиас»). В настоящее время ему предъявлен ряд обвинений, последнее в июне 2011 года за участие в полётах смерти. Его выдачи добиваются Франция, Швеция, Испания и ряд других стран.  В 1990 году суд Франции заочно приговорил Астиса к пожизненному заключению за убийство двух французских монахинь. 26 октября 2011 года суд Аргентины приговорил Астиса и ещё 12 военных времён «Грязной войны» к пожизненному заключению.

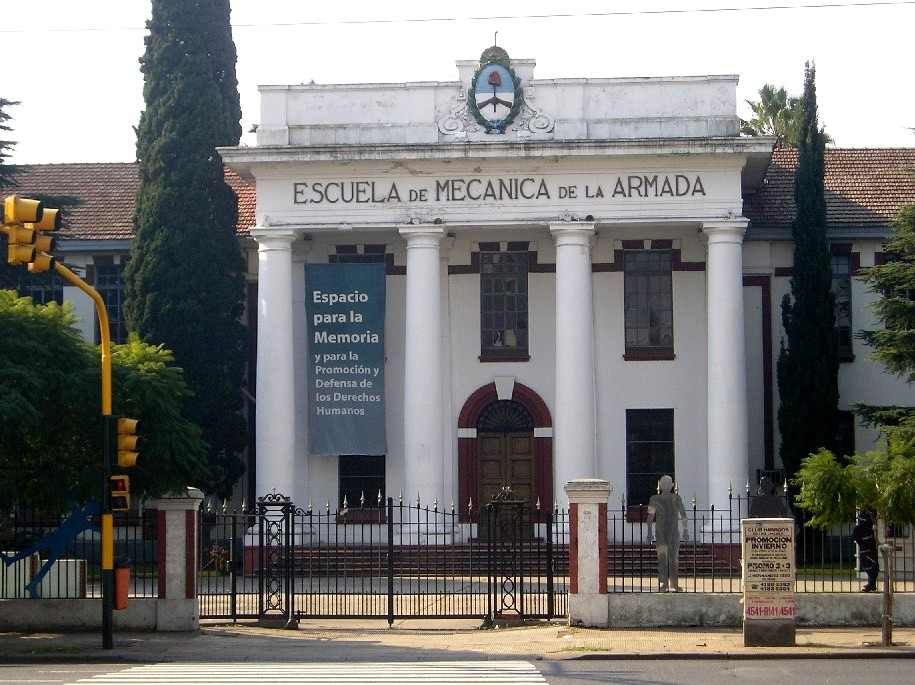
Школа механиков ВМФ Аргентины (ESMA) — центр пыток во время «Грязной войны»